# Warandeduinen (Middelkerke)
De Warandeduinen is een natuurgebied, gelegen tussen de Belgische plaatsen Westende en Middelkerke. Het beslaat 32 hectare en heeft een kalkrijke grond. 
Het gebied omvat een duinengordel met struweel en daarnaast een amfibieënpoel.  Het gebied is Europees beschermd als onderdeel van Natura 2000-gebied 'Duingebieden inclusief IJzermonding en Zwin' (BE2500001).

## Flora
Enkele specifieke aanwezige soorten zijn onder andere duinsterretjesmos, muurpeper, duinviooltje, zeewolfsmelk, blauwe zeedistel, zeeraket, wilde tijm, kalkbedstro, geel walstro, rietorchis, gevlekte orchis, gewone rolklaver, duizendguldenkruid en  stijve ogentroost.

## Fauna
In het gebied komen de bedreigde soorten heivlinder en bruin blauwtje voor en daarnaast veel konijnen.